# Melancholik (Totenmesse)
Melancholik (znany także pod tytułem Totenmesse, Portret Antoniego Procajłowicza) – obraz Wojciecha Weissa wykonany w technice olejnej w 1898 roku. Obraz znajduje się w zbiorach Muzeum Narodowego w Krakowie i jest prezentowany w Galerii Sztuki Polskiej XX i XXI wieku.

## Historia
Melancholik został namalowany wiosną 1898 roku przez absolwenta krakowskiej Szkoły Sztuk Pięknych, Wojciecha Weissa. Do obrazu pozował artyście jego przyjaciel i kolega ze studiów, Antoni Procajłowicz, który wówczas chorował. Tytuł melancholika nadał niezamierzenie profesor SSP, Jan Stanisławski, który oglądając obraz po raz pierwszy, powiedział do Weissa: No, da nam pan tego melancholika na wystawę „Sztuki”.
Melancholik, Modelka i Studium młodego artysty zostały zaprezentowane pośród prac wybitnych pedagogów i uznanych artystów na II przeglądzie prac Towarzystwa Artystów Polskich „Sztuka” w czerwcu 1898 roku. Był to debiut wystawienniczy Wojciecha Weissa, który zdobył uznanie i pozytywne recenzje krytyków. W 1970 roku Muzeum Narodowe w Krakowie zakupiło obraz od Marii Krupskiej.

## Opis
Obraz przedstawia siedzącego mężczyznę na tle dekoracyjnej draperii. Mężczyzna, z opuszczoną głową na piersi i zmarszczonym czołem, spogląda w nieokreśloną przestrzeń. Ramiona układa wzdłuż ciała, niezgrabnie składając ręce na kolanach. Ubrany jest w ozdobną koszulę, ciemną kamizelkę i marynarkę z wpiętym do butonierki mniszkiem lekarskim o długiej łodydze. Na dekoracyjną tkaninę pada cień głowy mężczyzny w kształcie ludzkiej czaszki. W lewym górnym rogu obrazu znajduje się sygnatura artysty i napis Totenmesse, wywodzący się z języka niemieckiego i oznaczający mszę żałobną.

## Analiza

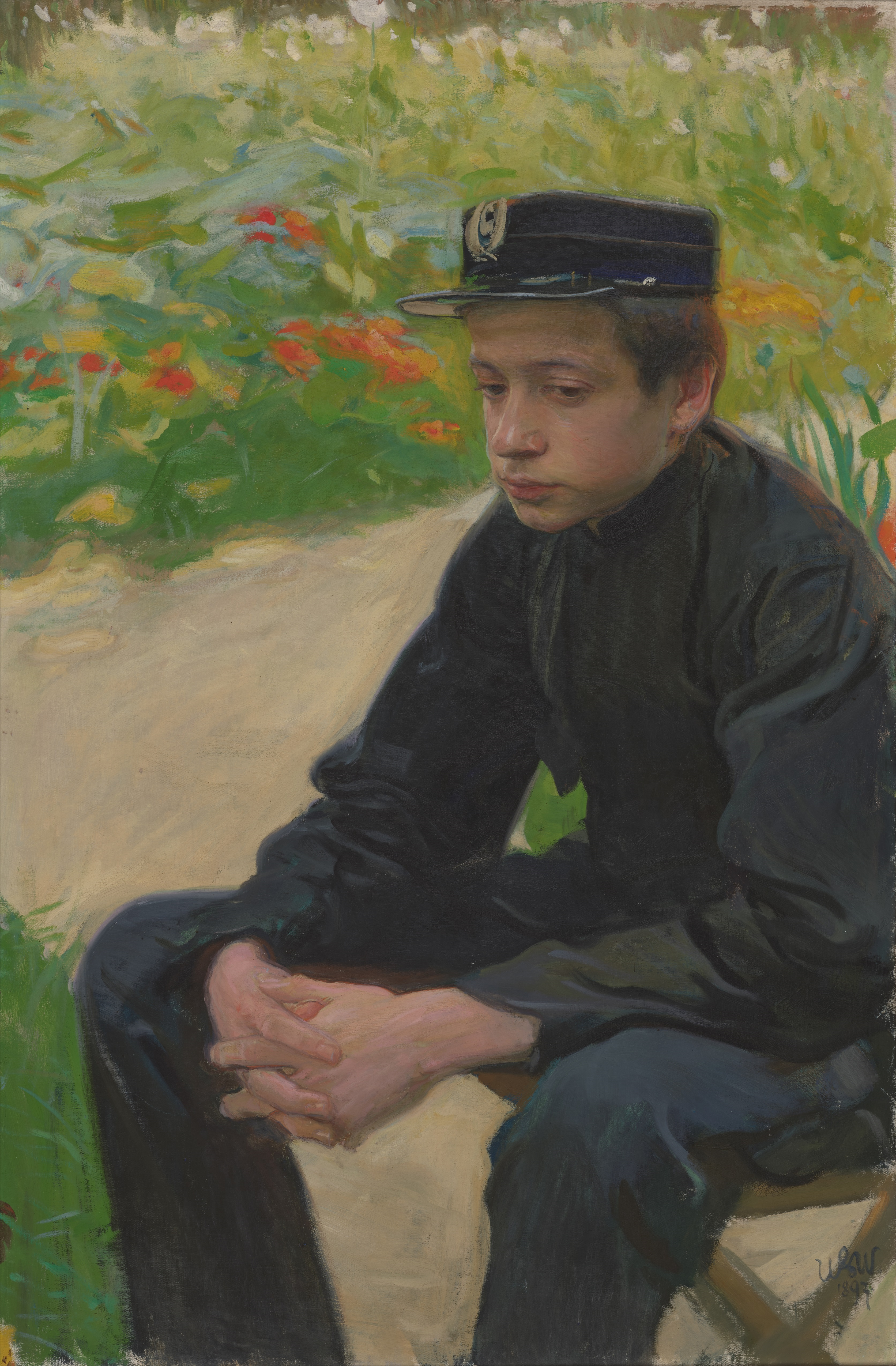
Wojciech Weiss, Student, 1897, Zamek Królewski na Wawelu

Melancholik jest często porównywany do innego obrazu artysty, Studenta z 1897 roku. Obrazy te łączy podobny sposób kadrowania i układ kompozycyjny – poza oraz ułożenie rąk i głowy postaci. Podobnie jak w przypadku Studenta artysta przedstawia młodego mężczyznę bliżej prawej krawędzi obrazu, ukośnie do widza, uwydatniając tym samym jego lewy profil. Mężczyźni siedzący w odosobnieniu patrzą przed siebie, unikając kontaktu wzrokowego z widzem. To, co wyróżnia oba portrety, to sposób, w jaki skomponowano tło. Weiss przedstawił studenta na dworze w otoczeniu kwiatów, natomiast Antoniego w pracowni na tle tkaniny ozdobionej motywem floralnym. Gama kolorystyczna Melancholika jest zgaszona i monotonna. W obrazie dominuje czerń i tony zielonoszare. Ciemna sylwetka mężczyzny kontrastuje z jasnym odcieniem tkaniny. Artysta wydobywa światłocieniem głowę i dłonie mężczyzny oraz wpięty w marynarkę kwiat.

## Interpretacja
W literaturze badacze dostrzegają związki między Melancholikiem a prozą Stanisława Przybyszewskiego. Napis Totenmesse interpretuje się często jako aluzję literacką do poematu z 1893 roku o tym samym tytule. Wiesław Juszczak zauważa, że polski przekład tego utworu pojawił się dopiero po powstaniu obrazu, a sam Przybyszewski przybył do Krakowa we wrześniu 1898 roku. Możliwe, że artysta znał utwór z artykułów ukazujących się w lokalnej i ogólnopolskiej prasie, w których pisano o Totenmesse i jego autorze. Nie wiadomo także, czy napis na obrazie był od początku zamierzony i powstał w trakcie malowania, czy tuż przed warszawską wystawą lub po niej.
Wiesław Juszczak opisuje Melancholika jako „utajony portret” i klasyfikuje go do nurtu protoekspresjonizmu. Postać Antoniego Procajłowicza stanowi alegorię melancholii. Alegoryczność przejawia się w tytule obrazu, który nie zdradza ani gatunku, ani tożsamości pozującego. W obrazie mężczyzna nie reprezentuje siebie, lecz melancholika pogrążonego we własnych myślach i wnętrzu. Zrezygnowany układ rąk, opuszczona głowa i melancholijny wyraz twarzy przypisuje się przygnębieniu i apatii mężczyzny spowodowanej chorobą. Nastrój grozy potęguje cień w kształcie czaszki, padający na tkaninę tuż przy głowie. W kontraście pozostaje zdobiący lewą pierś kwiatostan mniszka o intensywnej barwie, symbolizujący siłę i wolę życia.
Model postaci odosobnionej i zadumanej jest kontynuowany w późniejszej twórczości Wojciecha Weissa, w portretach Katarzyny Krassowskiej (1912), Emilii Florkowej (1916), żony artysty (1920), Feli z kwiatkiem (1920) oraz Helenki w kolorowym stroju (1927-1928).

## Wystawy
Melancholik pojawiał się na polskich i zagranicznych wystawach poświęconych twórczości Wojciecha Weissa i sztuce przełomu XIX i XX wieku. Oto wybrane przykłady to:
- II wystawa Towarzystwa Artystów Polskich „Sztuka”, 03.06 – 03.07.1898, Sukiennice,
- Symbolizm Polski, 08.10.2004 – 08.01.2005, Musée des Beaux-Arts de Rennes, Muzeum Narodowe w Poznaniu,
- Wojciech Weiss, 12.03 – 12.06.2016, Kunstmuseum Den Haag,
- Podgórze Wojciecha Weissa, 08.04 – 23.08.2020, Muzeum Historyczne Miasta Krakowa,
- Silent Rebels. Symbolism in Poland around 1900, 25.03 – 07.08.2022, Kunsthalle der Hypo-Kulturstiftung(inne języki), Monachium,
- Przesilenie. Malarstwo Północy 1880-1910, 17.11.2022 – 05.03.2023, Muzeum Narodowe w Warszawie[5][1].